# شینوبیدو ۲: افسانه‌های نینجا
شینوبیدو ۲: افسانه‌های نینجا (به انگلیسی: Shinobido 2: Tales of the Ninja) که شناخته شده به نام شینوبیدو ۲: انتقام زِن (به انگلیسی: Shinobido 2: Revenge of Zen) یک بازی ویدئویی به سبک مخفی‌کاری است که توسط اسپایک در سال ۲۰۱۱ میلادی در ژاپن و نامکو باندای گیمز در سال ۲۰۱۲ میلادی در آمریکا و اروپا برای کنسول بازی دستی پلی‌استیشن ویتا منتشر گردید.